# Julius Fučík (kompozytor)
Julius Ernst Wilhelm Fučík (ur. 18 lipca 1872 w Pradze, zm. 25 września 1916 w Berlinie) – czeski kompozytor i dyrygent orkiestr wojskowych. Był uczniem Antonína Dvořáka, stryj dziennikarza Juliusa Fučíka. Najbardziej znany jego utwór to marsz „Wejście gladiatorów” (Vjezd gladiátorů), obecnie popularnie wykonywany w czasie występów cyrkowych.
Od 2010 roku jest patronem ulicy w Warszawie na Mokotowie, która wcześniej nosiła imię Juliusa Fučíka (dziennikarza), przy okazji wchłonęła ulicę Sopocką (do której dotąd nie adresowano budynków).

## Wybrane kompozycje

### Marsze[3]
- Wejście gladiatorów op. 68 (1897)
- Salve Imperator op. 224 (1898)
- Danubia op. 229 (1899)
- Triglav op. 72 (1900)
- Pod admirálskou vlajkou (1901)
- Mississippi River (1902)
- Fantastický pochod (1902)
- Triglav (1903)
- Stále vpřed (Sempre avanti) (1904)
- Stráž Slovanstva (1907)
- Florentinský pochod op. 214  (1907)
- Veselí venkovští kováři (1908)
- Hercegovac op. 235 (1908)
- Boží bojovníci (1911)
- Vítězný meč (1913)
- Zvuky fanfár (1914)
- Schneidig vor op. 79
- Vojenský (Il soldato) op. 92
- Stále kupředu op. 149
- Die Regimentskinder op. 169
- Attila op. 211
- Die Lustigen Dorfschmiede op. 218
- Uncle Teddy op. 239
- Furchtlos und Treu op. 240
- Die Siegesschwert op. 260
- Leitmeritzer Schuetzenmarsch op. 261
- Einzug der Olympischen Meisterringer op. 274
- Fanfarenklaenge op. 278
- Erinnerung an Trient op. 287
- Siegestrophaen op. 297
- Gigantic op. 311

### Walce i polki[3]
- Ideály snů – walc (1900)
- Od břehu Dunaje (Vom Donauufer) op. 135 – walc (1903)
- Escarpolette – walc (1906)
- Polka na fagot Starý bručoun (1907)
- Zimní bouře (Winter Storm) op. 184 – walc (1907)
- Dunajské pověsti – walc (1909)
- Baletky – walc (1909)
- Liebesflammen op. - 248 walc

### Inne dzieła[3]
- Uwertury koncertowe Marinarella op. 215 (1907) i Miramare (1912)
- Suita symfoniczna Život ("Życie") (1907)
- St. Hubertus op. 250 (uwertura)
- Utwory kameralne na klarnet i fagot